# Euryopis maga
Euryopis maga là một loài nhện trong họ Theridiidae.
Loài này thuộc chi Euryopis. Euryopis maga được Eugène Simon miêu tả năm 1908.